# Evaldas Kairys
Evaldas Kairys (Šventoji, Lituania, 11 de octubre de 1990) es un jugador de baloncesto lituano que pertenece a la plantilla del Mersin MSK de la BSL turca. Su puesto en la cancha es la de pívot. 

## Trayectoria
Formado en la cantera del Lietuvos rytas desde 2006 hasta 2011, jugaría durante cinco temporadas en el Perlas Vilnius
En 2011, se unió a Pieno žvaigždės Pasvalys en el que jugaría durante cuatro temporadas consecutivas. Durante su cuarta temporada en Pasvalys, Kairys promedió 10,9 puntos y 5,9 rebotes en la liga lituana de baloncesto.
El 28 de julio de 2015, firmó con Muratbey Uşak Sportif de la liga de baloncesto de Turquía.
En la temporada 2018-19, regresó al Lietuvos rytas, en el que disputó dos temporadas, promediando en la segunda de ellas 7,5 puntos y 3,9 rebotes por partido. 
El 6 de agosto de 2020, Kairys firmó con Afyon Belediye de la Basketbol Süper Ligi turca.
El 25 de febrero de 2022, Kairys regresa al Lietuvos rytas, siendo su tercera etapa en el conjunto lituano.. En la temporada 2022-23, promedia 5’5 puntos, 2’5 rebotes y 7’4 de valoración en 12 minutos de media, perdiendo la final de la liga lituana ante el Zalgiris Kaunas en el quinto partido.
El 30 de junio de 2023, firma por el Covirán Granada de la Liga Endesa.
El 21 de enero de 2024, rescinde su contrato con el Covirán Granada.

### Selección nacional
Es internacional en las categorías inferiores de su país.